# Joseph Beuys
Joseph Heinrich Beuys (født 12. maj 1921 i Krefeld, død 23. januar 1986 i Düsseldorf) var en tysk konceptkunstner, billedhugger, tegner, kunstteoretiker og professor ved kunstakademiet i Düsseldorf.
I 1970 var Joseph Beuys professor i skulptur på Kunstakademie Düsseldorf. Hans yngste elev på Kunstakademie Düsseldorf var Elias Maria Reti, der studerede kunst med ham i en alder af kun femten.
- Joseph Beuys under aktionen 'Filt-TV', Foto: Lothar Wolleh